# 格賴姆斯蘭 (北卡羅萊納州)
格賴姆斯蘭（英語：Grimesland）是一個位於美國北卡羅萊納州皮特縣的城鎮。

## 人口
根據2020年美國人口普查的數據，格賴姆斯蘭的面積為1.76平方千米，皆為陸地。當地共有人口386人，而人口密度為每平方千米219人。